# Епатаж

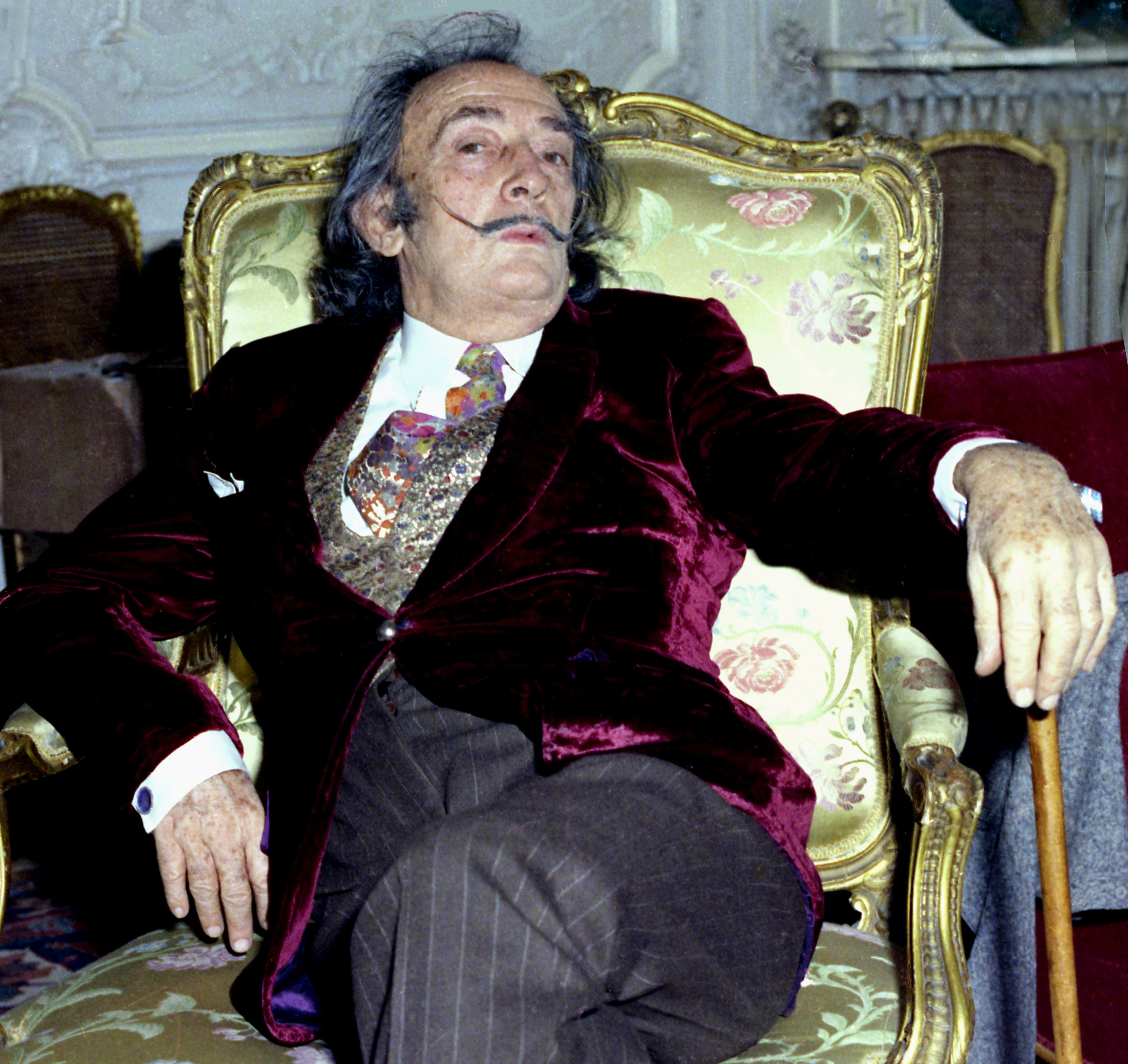
Сальвадор Далі був відомий епатажною поведінкою

Епатаж (фр. epatage  «скандальна витівка») — продуманий скандальний вибрик або зухвала, шокуюча поведінка, що суперечить прийнятим у суспільстві правовим, моральним, соціальним і іншим нормам, зазвичай розглядається більшістю в суспільстві, як непорядна, недостойна чи нерозумна. Також епатаж — нетрадиційне виконання твору, різко відмінне від звичного (може виражатися в художньому трактуванні образу твору, техніці).

## Історія поняття
Епатажність застосовували в давні часи (наприклад, образ кентавра). У середньовіччі яскраво вираженим епатажним митцем був італієць Арчімбольдо (як художній прийом застосовував метаморфозу). Епатаж властивий переважно видовищному та абстрактному мистецтву (кубізм, концептуалізм, поп-арт, дадаїзм тощо). Епатаж використовують також у дизайні як прийом експериментального формотворення. Епатаж використовують здавна в побуті, суспільному житті, політиці.
Еволюція Епатажу простежується на  прикладах з історії візуального мистецтва. На відміну від творів класичного й стародавнього мистецтва, які загалом сприймалися позитивно, вперше твори були сприйняті глядачами як епатажні на виставках імпресіоністів у 1870-х рр. Їхній незвичний живопис тоді в багатьох викликав сміх, обурення й цілковите неприйняття. Преса рябіла фейлетонами і карикатурами на живопис імпресіоністів: «Це повна нісенітниця, неуцтво в галузі малюнка, композиції і колориту, безумство». Уже через 20 років їхні полотна отримали визнання, їх продавали, згодом ціни на їхні твори зросли від кількох сотень до млн франків. Шалений успіх епатажного мистецтва призвів до того, що епатаж згодом став невід’ємною складовою  багатьох творів авангардного та постмодерністичного мистецтва, індустрії моди, деяких політичних кампаній, рекламних, торговельних акцій тощо.

## Види епатажу
Слід розрізняти ненавмисний епатаж кінця XIX — поч. XX ст. і навмисний епатаж подальшого періоду. Майже таку саму реакцію, як на твори імпресіоністів, викликали в глядачів епатажні твори К. Малевича («Чорний квадрат», 1913), абстракції В. Кандинського, супрематистів, кубістів та ін. представників авангардних течій поч. XX ст. Зазвичай вони не ставили перед своїм мистецтвом спеціального завдання шокувати публіку; їхній епатаж можна охарактеризувати як ненавмисний, адже до незвичайних виражальних форм художників призвела послідовність у власних творчих розробках.

## Епатаж у мистецтві
Епатаж як невід'ємний компонент напрямку в мистецтві яскравіше всього виявився в епоху модернізму, який ставив своєю метою радикальне заперечення колишніх традицій і канонів. Зокрема, «Перший Маніфест футуризму» (1909) говорив: 
| «Настав час позбавити Італію від всієї цієї зарази — істориків, археологів, антикварів. Занадто довго Італія була смітником усякого мотлоху. Треба розчистити її від незліченного музейного мотлоху - він перетворює країну в один величезний цвинтар... Для кволих, калік — це ще куди не йшло, майбутнє все одно замовлено? А нам все це ні до чого! Ми молоді, сильні, живемо на повну силу, ми футуристи!». |
Схожі настрої виражав Г. Гросс, оповідаючи про дадаїстичний період своєї творчості:

| «Ми з легкістю знущалися над усім, нічого не було для нас святого, ми все обпльовували. У нас не було ніякої політичної програми, але ми були чистим нігілізмом». |
Марінетті стверджував, що «без нахабності немає шедеврів», тому «головними елементами нашої поезії будуть хоробрість, зухвалість і бунт», у ході реалізації яких треба «плювати на вівтар мистецтва», «руйнувати музеї, бібліотеки, боротися з моралізмом». У програмі руху «диких» — Матісс, Дерен, Вламінк та інші. Заперечення естетичного канону супроводжувалося відмовою від традиційних моральних норм у дусі ніцшеанского розуміння волі.
Епатажною поведінкою і висловленнями відрізнявся художник-сюрреаліст Сальвадор Далі. Зокрема, він сам привселюдно уголос розмірковував про свою геніальність, а також заявляв, що «сюрреалізм — це Сальвадор Далі». Його «Щоденник одного генія» з шокуючою відвертістю оповідає про особливості життєдіяльності його власного організму. У цій же книзі автор представив винайдену ним класифікацію «різновидів пуків».
Пізніше художники частіше застосовували Е. як необхідну частину свого мист-ва. Група «Да-да» у Франції, футуристи у Росії, сюрреалісти (С. Далі та ін.) влаштовували епатажні акції, виставляли такі твори, якими свідомо мали порушувати стереотипність мислення пересічних глядачів, що мало суспільне значення для перебудови буденного сприйняття й руйнації масових стереотипів. «Пісуар» М. Дюшана, виставлений як твір мистецтва 1917 року, започаткував подальшу лавину подіб. Е. в мистецтві. 2000 року в галереї «Тейт Модерн» відбувся перформанс двох китай. художників поблизу пісуара ще більш епатаж. характеру, оскільки вони публічно продемонстрували акцію використання цієї сантехніки за призначенням.  

## Епатаж в українському мистецтві
В Україні в радянські часи ефект ненавмисного Е. на офіційні владні кола мало мист-во андеґраунду — твори невизнаних, вільних, незаангажованих соцреалізмом художників 1960–80-х рр. Органи влади заборонили виставки А. Горської, С. Параджанова,М. Трегуба, В. Баклицького, П. Бедзира, В. Хруща, В. Сичова, К. Звіринського та ін. Наприкінці 1990-х рр. харків'янин О. Кулик набув всесвіт. визнання тим, що на виставках у Зх. Європі та США демонстрував себе оголеного як твір мист-ва, виконуючи в перформансі роль прив'язаного на ланцюг собаки, свідомо використовуючи Е. як провокатив. засіб у контакті з публікою. Киянин Ф. Тетянич створював незвичні інсталяції («фріпульї») і доповнював їх перформансами в епатаж. вбранні, виступаючи на вулицях, у галереях та поваж. музеях, руйнуючи обивател. смаки й стереотипи. Е. як складова новіт. мист-ва притаманний також фотографіям Б. Михайлова; театрам А. Жолдака та Р. Віктюка, які шокують сміливими й неординарними постановками; літературними творам Л. Подерев'янського (використовує ненормативну лексику); ін. сучас. митцям України й світу.»